# Plutarchia bicarinativentris
Plutarchia bicarinativentris är en stekelart som beskrevs av Girault 1925. Plutarchia bicarinativentris ingår i släktet Plutarchia och familjen kragglanssteklar. Inga underarter finns listade i Catalogue of Life.